# Электронные ценники

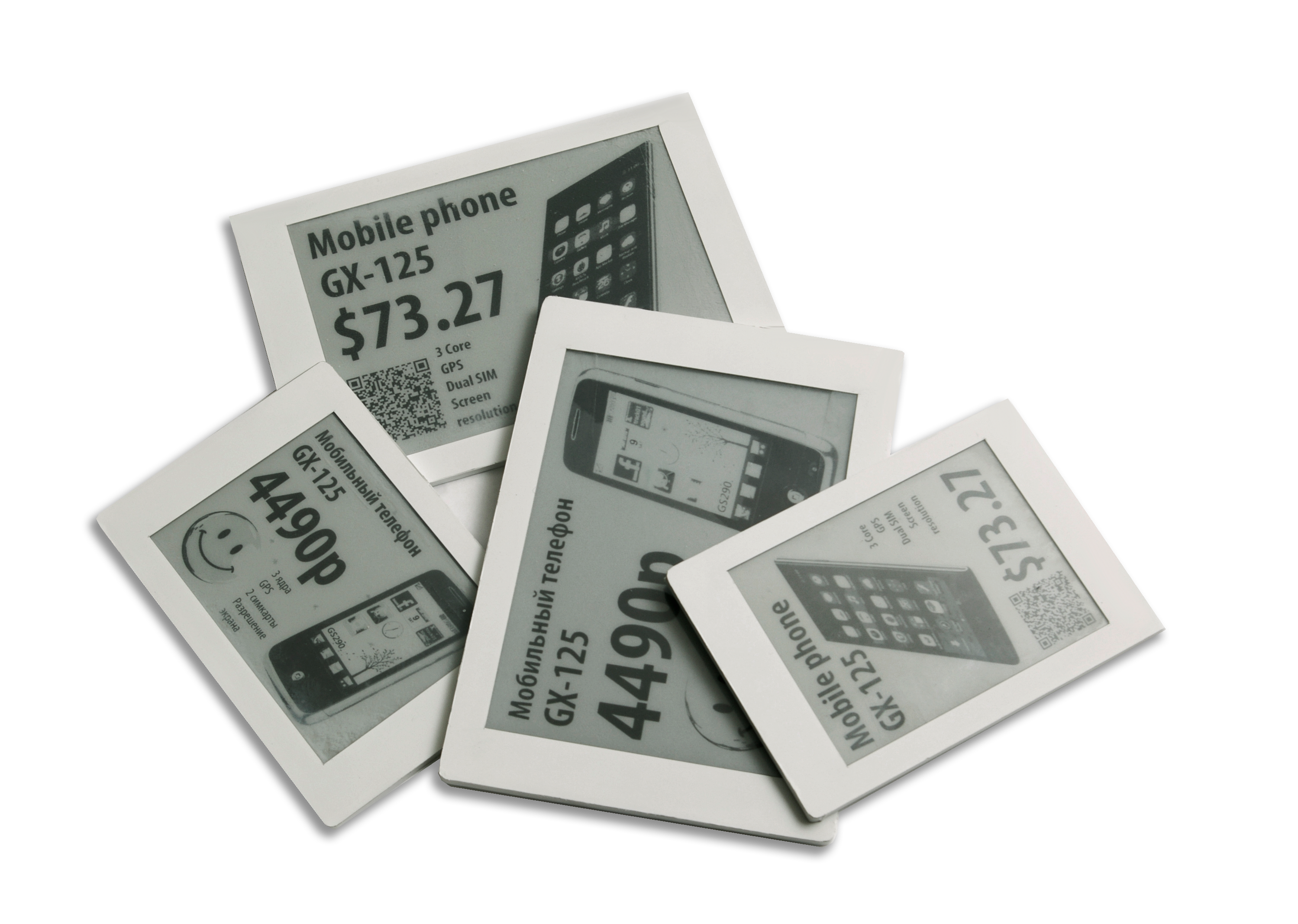
Графические электронные ценники высокого разрешения

Электронные ценники (Electronic shelf labels, ESL) — устройства автоматизации розничной торговли, позволяющие выводить информацию о цене и свойствах товара на экране, расположенном в непосредственной близости от самого товара в торговом зале. Являются более современной и технологичной заменой традиционным бумажным ценникам. Как правило, хотя и не во всех случаях, экраны электронных ценников выполняются на основе электронной бумаги. Управление ценниками осуществляется по инфракрасному каналу связи, либо цифровому радиоканалу. Как правило, электронные ценники имеют автономное питание, а одним из обязательных требований к ним является длительное время работы без смены батарей.
На март 2017 года электронные ценники производятся значительным количеством компаний. Мировыми лидерами в данной области называют себя китайская компания Hanshow, французская VusionGroup, южнокорейская SoluM и шведская Pricer. В США производством электронных ценников занимается компания NCR, известная поставками банкоматов, кассовых аппаратов и другого торгового оборудования.
Существует две группы электронных ценников, значительно отличающиеся между собой по потребительским свойствам, цене и области применения. Графические ценники позволяют выводить на экран полную информацию о товаре в виде растрового изображения, сегментные отображают только цену товара на сегментном индикаторе. Сегментные ценники существенно проще и дешевле графических, в то же время графические позволяют полностью отказаться от бумажных технологий для информирования покупателя о товаре.
В России наиболее широкое распространение получили электронные ценники в торговых сетях Перекресток и Пятерочка (X5 Retail Group), Магнит, Ашан, Теле2, Спортмастер, Декатлон. В целом, проникновение электронных ценников в торговые сети составляет менее 5 %, что существенно ниже аналогичных показателей в Европе.